# Nachal Aviv
Nachal Aviv (hebrejsky נחל אביב) je vádí v Libanonu a Izraeli.
Začíná poblíž vesnice Maroun al-Ras v kopcovité krajině jižního Libanonu. Pak vstupuje na území Izraele v Horní Galileji. Směřuje k jihovýchodu a mezi vesnicemi Avivim a Jir'on se zařezává do hlubokého údolí. Po několika kilometrech ústí do toku Nachal Dišon. V údolí se nacházejí skalní formace a útesy a také několik jeskyň se zbytky lidského osídlení z byzantského období.